# Zdeněk Hřib
Zdeněk Hřib (Slavičín, 21 maggio 1981) è un medico e politico ceco, sindaco di Praga dal 2018 al 2023.

## Biografia

### Carriera professionale
Laureato in Medicina all'Università Carolina, ha pubblicato numerosi articoli su riviste scientifiche ed è stato membro di diverse équipe operanti nella tecnologia dell'informazione medica in collaborazione con l'Organizzazione mondiale della sanità e con l'Unione Europea.

### Carriera politica
Nel 2013 è entrato in politica, iscrivendosi al Partito Pirata. Il 15 novembre 2018 è diventato sindaco di Praga per il Partito Pirata, che è riuscito in tal modo a piazzare per la prima volta un suo membro al vertice dell'amministrazione di una capitale europea. Ricandidatosi nel 2023, si è classificato terzo, senza pertanto venire rieletto.

## Vita privata
Sposato, ha tre figli.